# Miki Yukiharu
Miki Yukiharu (jap. 三木 行治; * 1. Mai 1903 in Makiishi, Landkreis Mitsu (heute: Okayama), Präfektur Okayama; † 21. September 1964) war ein japanischer Mediziner und Politiker.

## Biografie
Vom 3. Mai 1951 bis zu seinem Tod war er Gouverneur der Präfektur Okayama. Während seiner Arbeit als Gouverneur führte er erhebliche Modernisierungen durch, um die industrielle Entwicklung der Präfektur zu fördern.
Yukiharu Miki wurde 1964 mit dem Ramon-Magsaysay-Preis in der Kategorie Regierungsdienst ausgezeichnet.